# 릴 폭스
릴 폭스(Li'l Folks, Li'l은 little의 축약)는 미국의 만화가 찰스 먼로 슐츠가 그린 코믹 스트립이다. 1947년부터 1949년까지,  슐츠가 살던 미네소타주 세인트폴의 지방 신문 세인트폴 파이오니어 프레스(St. Paul Pioneer Press)에 게재되었다. 등장하는 캐릭터는 찰리 브라운이라는 이름의 소년과 그 애완견 등으로, 슐츠의 대표작인 피너츠의 전신이기도 하다.
2003년에는 캘리포니아주 산타로사의 찰스 먼로 슐츠 박물관에서 《Li'l Beginnings》라는 제목으로 릴 폭스의 전 만화를 모은 책을 발간했다. 